# Erich Meichsner
Erich Meichsner (* 15. Juli 1922 in Planitz; † 24. August 2010 in Berlin) war ein deutscher Fußballspieler. Mit der SG Planitz wurde er 1948 Fußballmeister der Ostzone.

## Leben
Meichsner absolvierte von 1936 bis 1940 eine Ausbildung als Buchdrucker. Nach Ausbruch des Zweiten Weltkrieges wurde er zunächst zur Arbeitsfront und anschließend zur Wehrmacht eingezogen. Aus einer sozialdemokratischen Arbeiterfamilie stammend, war Meichsner seit 1945 Mitglied der SPD und nach der Vereinigung von KPD und SPD, SED-Mitglied. In dieser Zeit arbeitete Meichsner in seinem Beruf als Drucker in der Volksdruckerei Zwickau. Als deren Betriebsdirektor war Meichsner ab Mitte der 1950er Jahre auch für die Druckerei der Freien Presse und später, ab 1985 bis zu seinem Ausscheiden aus dem Berufsleben 1987, auch für die Druckwerke Zwickau verantwortlich.
1947 heiratete Meichsner Käthe Helene Dittes, mit der er eine Tochter hatte. Diese ist mit dem Berliner Politikwissenschaftler Robert Weiß verheiratet. Meichsner starb am 24. August 2010 in Berlin.

## Sportliche Laufbahn
Meichsner begann seine Laufbahn im westsächsischen Planitz beim Planitzer SC und durchlief dort alle Nachwuchsabteilungen. Der Ausbruch des Zweiten Weltkriegs unterbrach seine Laufbahn, denn er wurde als Soldat eingezogen. Erst nach Kriegsende konnte er sich wieder dem Fußballsport zuwenden und schloss sich der neu gegründeten Sportgemeinschaft (SG) Planitz an. Mit ihr wurde er 1948 westsächsischer Meister. Nachdem sich die Planitzer für die Fußball-Ostzonenmeisterschaft 1948 qualifiziert hatten, erreichten sie das Endspiel und besiegten mit Erich Meichsner als linkem Mittelfeldspieler die SG Freiimfelde Halle mit 1:0. Bis 1956 spielte Meichsner in der BSG Aktivist „Karl Marx“ Zwickau. Danach, ab 1957, wirkte er als ehrenamtlicher Trainer für die BSG Einheit Reichenbach. Unter seiner Leitung stieg die Mannschaft in die II. DDR-Liga auf und griff in die Pokalwettbewerbe (wenn auch mit mäßigem Erfolg) ein. Seine sportliche Laufbahn endete 1961.